# Sociedad Española de Paleontología

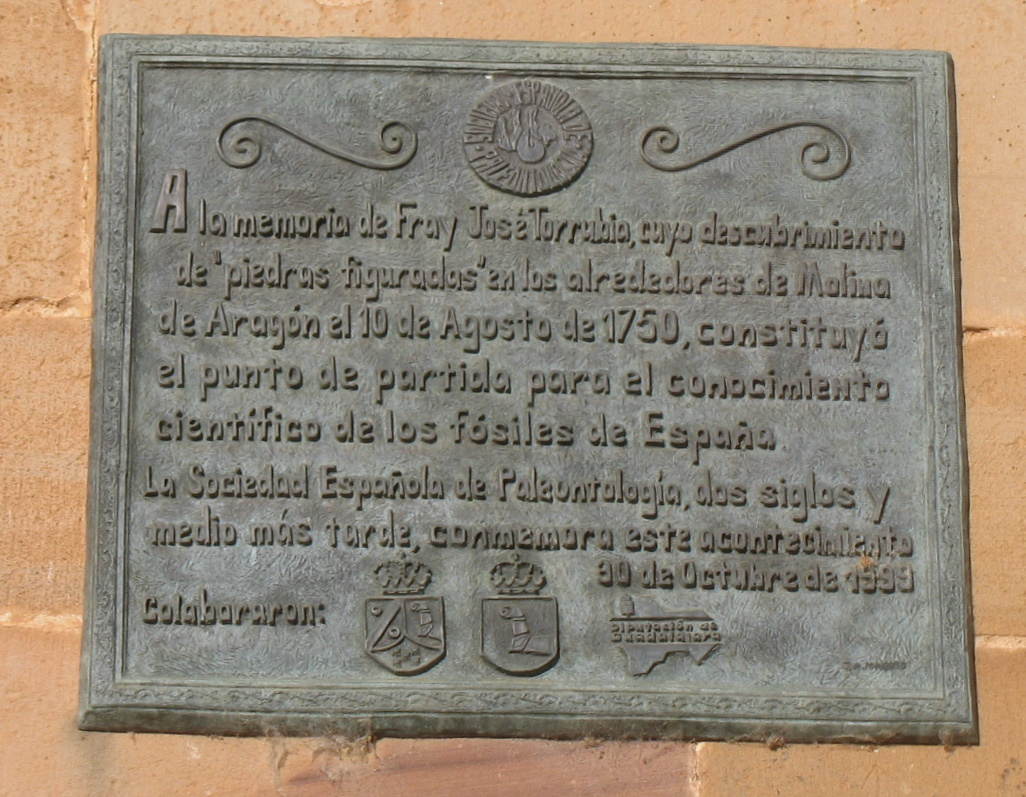
Placa homenaje de la Sociedad Española de Paleontología a José Torrubia (1698-1761), pionero de la paleontología española (Molina de Aragón, 1999).

La Sociedad Española de Paleontología (SEP) es una asociación sin ánimo de lucro dedicada a la promoción científica y cultural de la paleontología en España. Entre sus principales actividades está la organización de un congreso anual de carácter científico, las «Jornadas de Paleontología» y la publicación bianual de la revista Spanish Journal of Palaeontology.

## Historia
La Sociedad surge en 1985 a instancias del paleontólogo Marcos Lamolda (entonces en la Universidad del País Vasco), el cual distribuía desde 1983, y a título personal, un pequeño boletín (Noticias Paleontológicas, más tarde órgano de comunicación interno de la SEP) con noticias sobre reuniones, congresos y bibliografía paleontológica. Desde uno de los números lanzó la propuesta de constituir una asociación paleontológica, lo que se plasmó, el 19 de octubre de 1984, en una reunión en Madrid, en el Museo Nacional de Ciencias Naturales. Asistieron 37 paleontólogos de todo el país y de ella salió una comisión gestora encargada de dar los pasos previos.
La asamblea constituyente tuvo lugar durante la celebración de las I Jornadas de Paleontología, en Zaragoza, el 24 de octubre de 1985. Se aprobaron los estatutos y, por iniciativa del profesor Bermudo Meléndez (Universidad Complutense de Madrid), se eligió para la primera junta directiva a los miembros de la anterior comisión gestora, resultando primer presidente de la Sociedad el profesor  Jaime Truyols Santonja (Universidad de Oviedo).

### Presidentes
Listado de los presidentes de la Sociedad desde su creación. Previamente, durante 1984, hubo una comisión gestora encargada de la puesta en marcha de la Sociedad, compuesta por María Teresa Alberdi Alonso, Antonio Goy Goy, Luis Granados Granados, Marcos A. Lamolda Palacios,  José V. Santafé Llopis, Leandro Sequeiros San Román y Jaime Truyols Santonja.
| Periodo     | Presidente                         |
| ----------- | ---------------------------------- |
| 1985 - 1987 | Jaime Truyols Santonja             |
| 1988 - 1989 | Antonio Goy Goy                    |
| 1990 - 1991 | Luis Carlos Sánchez de Posada      |
| 1992 - 1994 | Antonio Perejón Rincón             |
| 1995 - 1997 | Leandro Sequeiros San Román        |
| 1998 - 2003 | Pascual Rivas Carrera              |
| 2004 - 2006 | Luis Alcalá Martínez               |
| 2007 - 2009 | Juan Carlos Braga Alarcón          |
| 2010 - 2012 | Sergio Rodríguez García            |
| 2013 - 2015 | Ana Márquez Aliaga                 |
| 2016 - 2018 | María José Comas Rengifo           |
| 2019 - 2021 | Francisco J. Rodríguez Tovar       |
| 2021 -      | Isabel Rábano Gutiérrez del Arroyo |

## Publicaciones
La Sociedad publica semestralmente la revista científica Spanish Journal of Palaeontology (ISSN 2255-0550), de carácter internacional, con todos sus artículos en inglés (hasta el 2012, volumen 27, número 1, se denominaba Revista Española de Paleontología, con ISSN 0213-6937 y artículos en español, inglés y francés). Es una revista de acceso abierto y desde 2021 (vol. 36) sus artículos se publican con una licencia Creative Commons con condiciones de atribución y uso no comercial (BY-NC 4.0).
En 2009 publicó Paleontología de Invertebrados, un extenso tratado editado por María Luisa Martínez Chacón (Universidad de Oviedo) y Pascual Rivas (Universidad de Granada),
en el que han participado más de 30 especialistas y que ofrece una visión actualizada y didáctica de la sistemática, anatomía, evolución, bioestratigrafía, paleogeografía y paleoecología de los principales grupos de invertebrados del registro fósil.
Desde 2020 publica anualmente la serie Paleontological Publications, dedicada a las actas de jornadas y congresos paleontológicos.

## Jornadas de la Sociedad Española de Paleontología
El primer congreso de este grupo organizado por la Sociedad Española de Paleontología se desarrolló en la localidad de Zaragoza en el año 1985 con título I Jornadas de Paleontología. Tras el éxito del mismo se han ido sucediendo cada año, variando la localidad en la que se realizaban. 
Los últimos que se han llevado a cabo fueron los siguientes: XXVIII Jornadas de Paleontología: 2012 (Mallorca), XXIX Jornadas de Paleontología: 2013 (Sabadell), XXX Jornadas de Paleontología: 2014 (Córdoba) y XXXI Jornadas de Paleontología: 2015 (Baeza). 
Las XXXII Jornadas de la Sociedad Española de Paleontología se celebraron del 21 al 24 de septiembre de 2016 en la localidad de Molina de Aragón (provincia de Guadalajara). Esta localidad, también constituye la sede central del  Geoparque de Molina-Alto Tajo. El tema central del evento fue «El patrimonio paleontológico y su proyección didáctica y científica».